# Friedrich Welwitsch

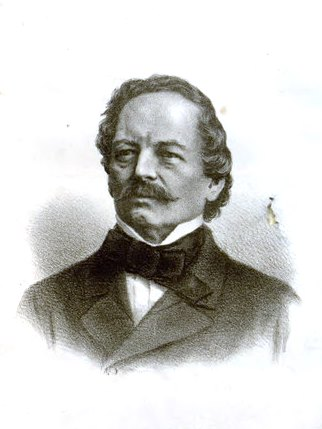
Friedrich Martin Josef Welwitsch

Friedrich Martin Josef Welwitsch (* 25. Februar 1806 in Maria Saal; † 20. Oktober 1872 in London) war ein österreichischer Afrikaforscher und Botaniker. Er entdeckte die nach ihm benannte Pflanzenart Welwitschie. Sein offizielles botanisches Autorenkürzel lautet „Welw.“

## Biografie

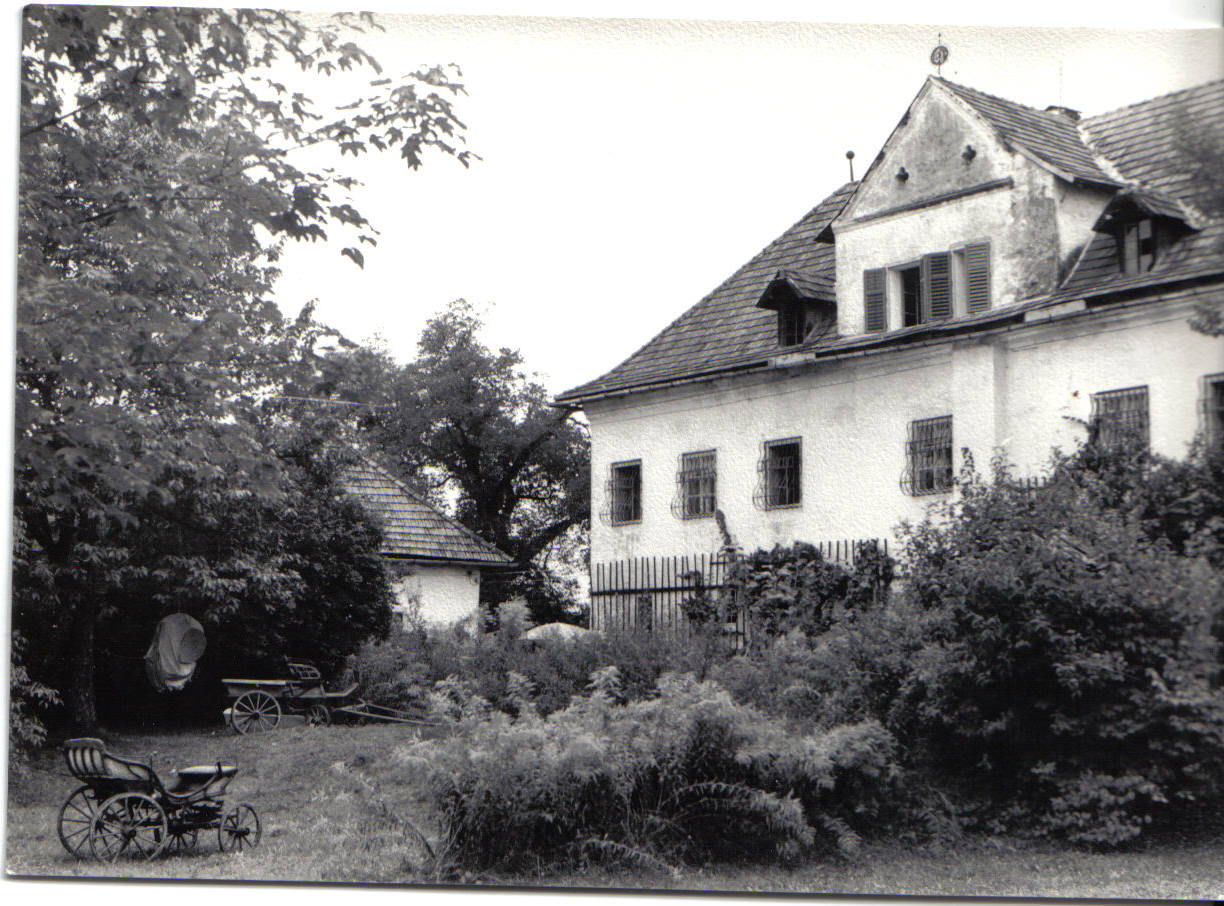
Der Tonhof (historisches Foto), Geburtshaus von Welwitsch

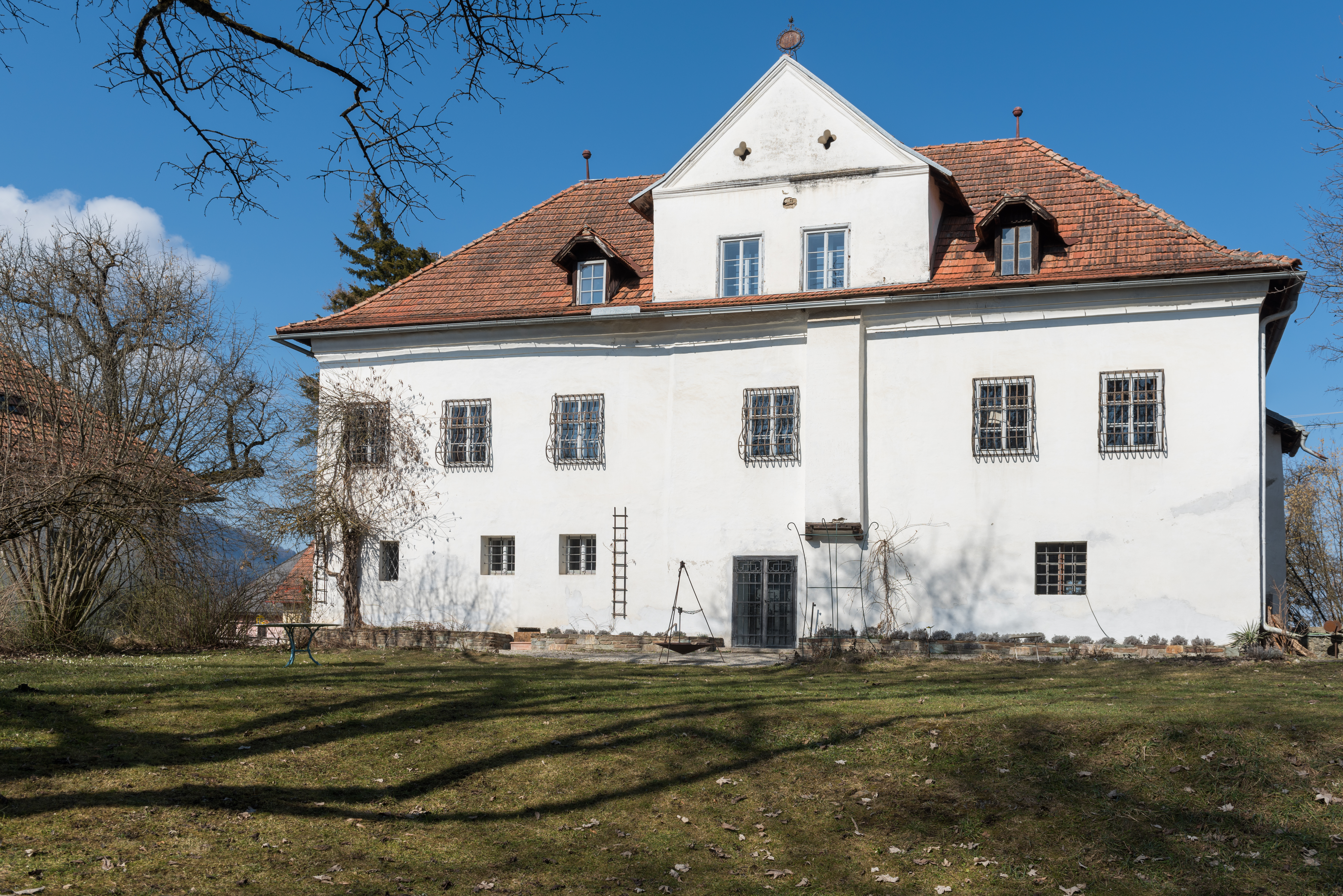
Der Tonhof (aktuelles Foto), Geburtshaus von Welwitsch

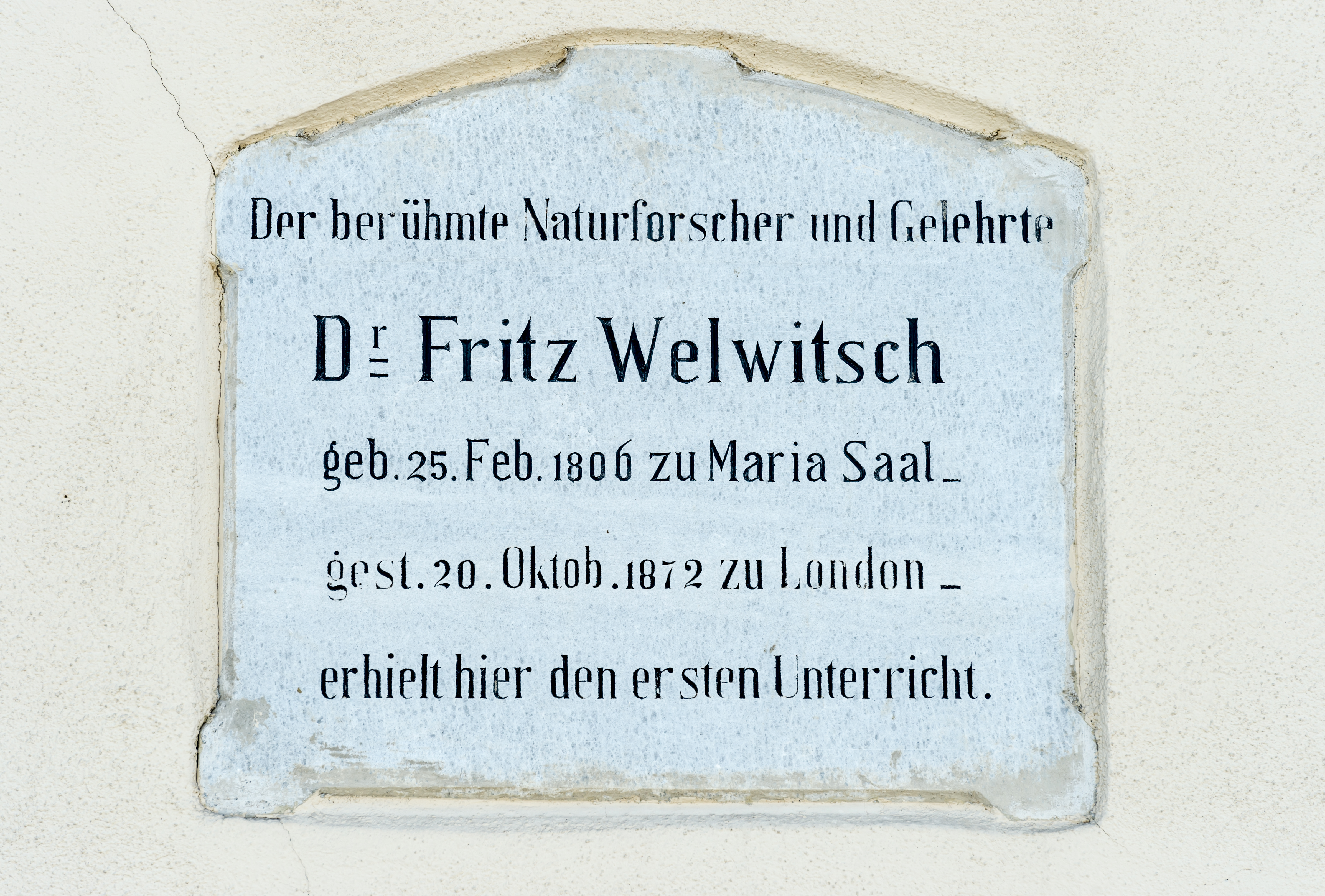
Gedenktafel für Dr. Friedrich Welwitsch in Maria Saal

Friedrich Welwitsch entstammte der zweiten Ehe seines Vaters, des hochfürstlichen Salzburger Hofkammer-Rates, Pflegers und Landrichters Franz Josef Anton Welwitsch, welche dieser am 10. Februar 1801 mit Genovefa Mayr, der Tochter des Maria Saaler Propsteiverwalters, eingegangen war. Väterlicherseits lässt sich die Vorfahrenlinie bis ins 17. Jahrhundert zurückverfolgen, wobei sich der Familienname im Laufe der Zeit in verschiedensten Schreibweisen zeigt (Welbitsch, Wölwitsch, Wölbitz, Bölbitz, ...). In der Taufmatrik steht Welvich, während er selbst seinen Namen als „Welwitsch“ schrieb.
Aus der ehelichen Verbindung seiner Eltern entsprangen zwischen 1801 und 1812 insgesamt sieben Kinder, von denen Friedrich der Drittgeborene war. Seine Mutter verstarb 1813.
Schon in seiner Jugend wurde durch Wanderungen in der Natur mit seinem Vater und dem Sammeln von Pflanzen, welche er mit Hilfe von Büchern nachbestimmte, das Interesse an den Naturwissenschaften geweckt. Er besuchte die Volksschule in Maria Saal und anschließend das Gymnasium in Klagenfurt.
Er studierte in Wien Medizin und widmete sich sehr ausführlich der Botanik. Besonders beeinflusst wurde er durch Augustin-Pyrame de Candolle, der 1828 in Wien weilte. Welwitsch eignete sich die neuen Strömungen – natürliches Pflanzensystem und pflanzengeographische Ansätze – an. Er promovierte über die Kryptogamen Niederösterreichs, womit er diesen Forschungszweig in diesem Lande begründete. Nach dem Studium arbeitete er zunächst als Arzt in Zirknitz (Krain) und Jamnitz (Mähren) und widmete sich bereits in dieser Zeit seinen botanischen Studien. 1839 gab er den Arztberuf auf und plante eine naturwissenschaftliche Sammlungsreise auf die Azoren.
Der Württembergische Reiseverein finanzierte ihm eine botanische Sammelreise nach Portugal, wo sich Welwitsch jedoch dauerhaft niederließ. Welwitsch konnte in Lissabon als Direktor des königlichen botanischen Gartens in Ajuda eine Anstellung finden, zudem leitete er dort von 1844 bis 1853 auch den privaten Parque Botânico do Monteiro-Mor. Er begründete unter anderem das Herbar in Portugal. Sein Privatherbar der Flora Portugals umfasste 9.000 Arten. Einer seiner Schwerpunkte waren auch in Portugal die Kryptogamen; so beschrieb er rund 250 neue Tangarten.
1853 begab er sich auf eine achtjährige Forschungsreise in die neue portugiesische Kolonie Angola. Er war der erste Botaniker, der ein afrikanisches Territorium systematisch erforschte. Nach seiner Akklimatisation in Luanda, wo er im Oktober 1854 auch mit David Livingstone zusammentraf, begab er sich nach Sange, dessen Umgebung er zwei Jahre lang erforschte. 1856 ging er nach Cambamba, 1857 musste er sich in Luanda von einem Fieber erholen. Danach reiste er mit dem Schiff nach Benguela, nach Moçâmedes und im Süden bis Baia dos Tigres. 1859 entdeckte er die später nach ihm benannte Welwitschie, die einzige Art einer ganzen Ordnung.
1861 kehrte Welwitsch nach Portugal zurück. Wegen der besseren Arbeitsbedingungen ging er 1863 mit Unterstützung der portugiesischen Regierung nach London, wo er am Natural History Museum und in den Royal Botanic Gardens in Kew seine Sammlungen bearbeitete. Allein in der Arbeit Sertum Angolense beschrieb er zwölf neue Gattungen und 48 neue Arten. Er publizierte jedoch seine Arbeiten nur teilweise. 1869 wurde er zum Mitglied der Leopoldina gewählt. Welwitsch starb 1872 und liegt auf dem Kensal Green Cemetery in London begraben. Sein schlichtes Grab wird von einer Steinplatte bedeckt, auf der sich folgende Inschrift befindet:
[Frederikus Welwitsch, M.D.] -- [Florae angolensis investigatorum princeps] -- [Nat. in Carinthia 5 Feb 1806] -- [Ob. Londini 20 Oct 1872]
Welwitsch hatte seine Sammlungen dem Natural History Museum vermacht, die portugiesische Regierung forderte die Sammlungen jedoch auf dem Klageweg ein. Nach drei Jahren einigte man sich auf eine Aufteilung der Sammlung: der erste Satz ging nach Portugal an die Universität Lissabon, der zweite Satz verblieb in London.

## Ehrungen
Auch die Pflanzengattung Welwitschiella O.Hoffm. aus der Familie der Korbblütler (Asteraceae) ist nach ihm benannt.

## Schriften (Auswahl)

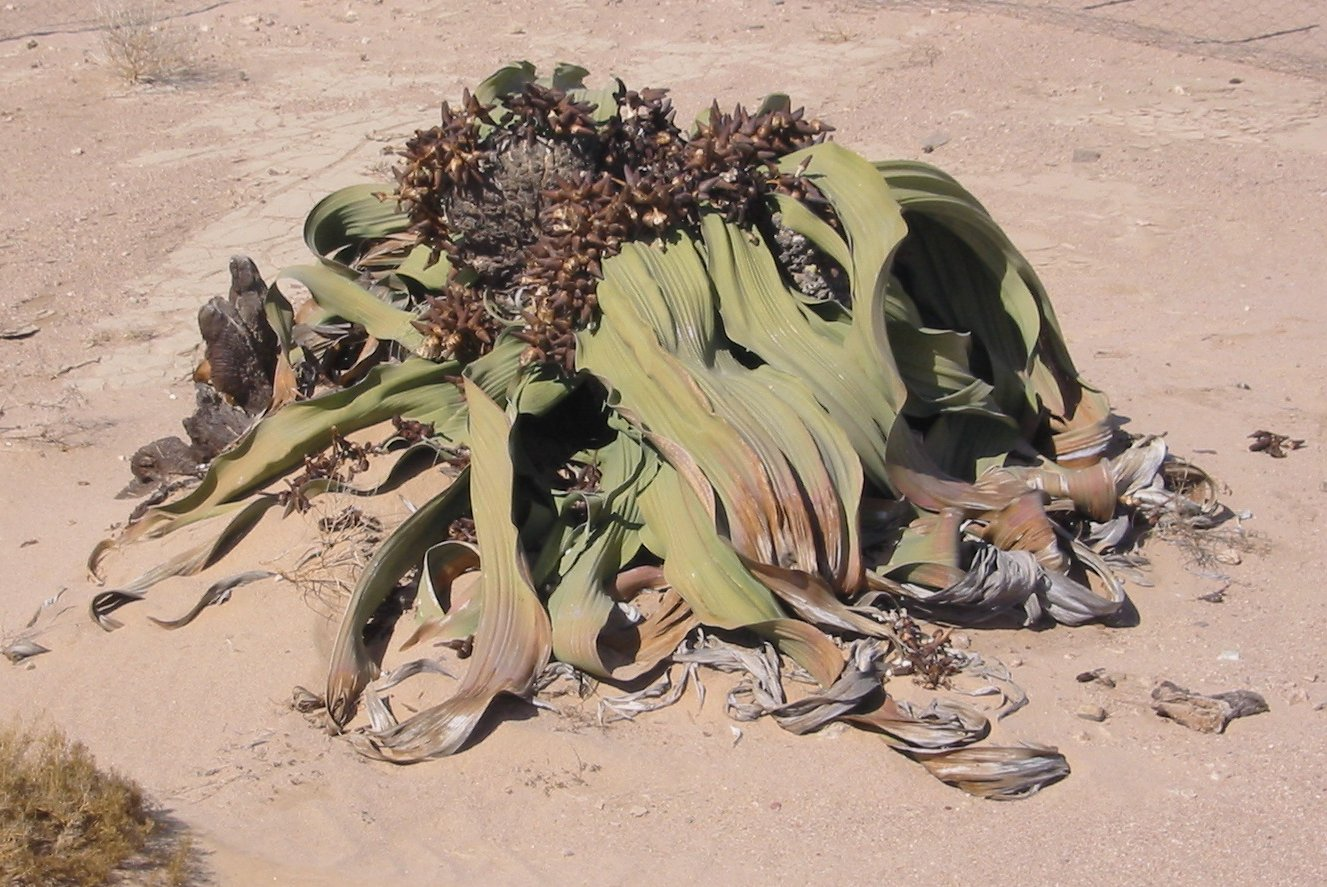
Die Welwitschie (Welwitschia mirabilis)

- Beiträge zur kryptogamischen Flora Unterösterreichs. In: Beiträge zur Landeskunde Österreichs, Band 4, 1834.
- Synopsis Nostochinearum Austriae inferioris. Dissertation, Wien 1836.
- Genera Phycearum Lusitanae. Akten der Akademie von Lissabon, 2. Band, 1850.
- Apontamentos Phyto-geographicos sobre da Flore da Provincia de Angola na Africa Equinocial. In: Annaes de Conselho do Ultramarino, Oktober 1858.
- Synopse explicativa das amostras de Madeiras e drogas mediciuaes de collegidas na provincia de Angola etc. Lissabon 1862.
- Sertum Angolense. In: Transactions of the Linnean Society XXVII, 1869.
- Notizen über die Bryologie von Portugal. In: Flora, 1872.